# Pseudopanurgus citripes
Pseudopanurgus citripes là một loài Hymenoptera trong họ Andrenidae. Loài này được Ashmead mô tả khoa học năm 1890.